# Europees kampioenschap schaatsen vrouwen 1973
De vierde editie van het Europees kampioenschap schaatsen voor vrouwen, georganiseerd door de Internationale Schaatsunie (ISU), werd op 10 en 11 februari 1973 verreden op de Rosendalsbanen van Brandbu in de Noorse gemeente Gran, provincie Oppland. Het kampioenschap werd verreden over de mini vierkamp (500-1500-1000-3000 meter).

## Deelname
Vierentwintig deelneemsters uit acht landen namen aan dit kampioenschap deel. Deze acht landen, Nederland (5), Sovjet-Unie (5), Noorwegen (3), de DDR (3), Zweden (3), Polen (2), West-Duitsland (1) en Finland (1), werden ook vertegenwoordigd in 1972. België en Frankrijk vaardigden dit jaar geen deelneemster af. Elf vrouwen namen voor de eerste keer deel.
De Nederlandse Atje Keulen-Deelstra prolongeerde de Europese titel. Haar landgenote Trijnie Rep legde beslag op de tweede plaats en de Europees kampioene van 1970 en 1971, Nina Statkevitsj uit de Sovjet-Unie, eindigde dit jaar op de derde plaats.
Naast Atje Keulen-Deelstra en Trijnie Rep namen de andere drie Nederlandse deelneemsters ook deel aan de afsluitende vierde afstand deel. Elly van den Brom werd zevende, en de beide debutanten Sippie Tigchelaar en Sijtje van der Lende eindigden respectievelijk als elfde en dertiende.
De Nederlandse delegatie behaalde deze editie negen van de twaalf afstandmedailles. De Europees kampioene Atje Keulen-Deelstra won goud op de 500, 1000 en 1500 meter en brons op de 3000 meter. Trijnie Rep won een zilveren medaille op de 500 meter en brons op de 1000 en 1500 meter. Sippie Tigchelaar won goud op de 3000 meter en zilver op de 1000 meter.

## Afstandmedailles
| Afstand | Goud                 | Zilver                   | Brons                |
| ------- | -------------------- | ------------------------ | -------------------- |
| 500m    | Atje Keulen-Deelstra | Monika Pflug Trijnie Rep |                      |
| 1000m   | Atje Keulen-Deelstra | Sippie Tigchelaar        | Trijnie Rep          |
| 1500m   | Atje Keulen-Deelstra | Monika Pflug             | Trijnie Rep          |
| 3000m   | Sippie Tigchelaar    | Nina Statkevitsj         | Atje Keulen-Deelstra |

## Klassement
Achter de namen staat tussen haakjes bij meervoudige deelname het aantal deelnames.
| #      | Naam                               | Punten  | 500m      | 1500m       | 1000m        | 3000m        |
| ------ | ---------------------------------- | ------- | --------- | ----------- | ------------ | ------------ |
| Goud   | Atje Keulen-Deelstra (4)           | 185,117 | 44,3 (1)  | 2.18,3 (1)  | 1.30,58 (1)  | 4.56,56 (3)  |
| Zilver | Trijnie Rep (3)                    | 188,160 | 44,9 (2)  | 2.21,8 (3)  | 1.31,55 (3)  | 5.01,31 (4)  |
| Brons  | Nina Statkevitsj (4)               | 188,809 | 45,6 (6)  | 2.22,7 (5)  | 1.32,56 (4)  | 4.56,17 (2)  |
| 4      | Monika Pflug (3)                   | 190,626 | 44,9 (2)  | 2.23,2 (6)  | 1.31,04 (2)  | 5.14,84 (14) |
| 5      | Tatjana Sjelechova-Rastopsjina (2) | 191,162 | 45,7 (7)  | 2.21,9 (4)  | 1.34,04 (10) | 5.06,85 (7)  |
| 6      | Sigrid Sundby (4)                  | 191,223 | 45,1 (4)  | 2.23,7 (7)  | 1.33,91 (9)  | 5.07,61 (8)  |
| 7      | Elly van den Brom (3)              | 191,631 | 45,9 (9)  | 2.23,8 (8)  | 1.32,97 (5)  | 5.07,88 (9)  |
| 8      | Lasma Kauniste (2)                 | 192,287 | 45,8 (8)  | 2.24,2 (9)  | 1.33,10 (6)  | 5.11,22 (12) |
| 9      | Ljoedmila Savrulina (2)            | 192,373 | 46,5 (14) | 2.25,5 (10) | 1.33,54 (8)  | 5.03,62 (5)  |
| 10     | Tatjana Averina (2)                | 192,927 | 45,5 (5)  | 2.27,2 (13) | 1.33,42 (7)  | 5.09,90 (11) |
| 11     | Sippie Tigchelaar                  | 193,580 | 47,0 (18) | 2.21,6 (2)  | 1.41,13 (dq) | 4.52,89 (1)  |
| 12     | Lisbeth Berg (4)                   | 193,998 | 46,0 (11) | 2.27,4 (14) | 1.34,77 (12) | 5.08,88 (10) |
| 13     | Sijtje van der Lende               | 195,163 | 47,9 (22) | 2.26,4 (11) | 1.35,34 (14) | 5.04,76 (6)  |
| 14     | Ann-Sofie Järnström                | 195,508 | 45,9 (9)  | 2.26,5 (12) | 1.34,04 (10) | 5.22,53 (15) |
| 15     | Erwina Ryś                         | 197,318 | 46,1 (12) | 2.27,6 (15) | 1.35,20 (20) | 5.26,51 (16) |
| 16     | Ute Dix                            | 197,865 | 48,8 (24) | 2.27,8 (16) | 1.35,50 (15) | 5.12,29 (13) |
| NC17   | Monika Zernicek                    | 143,995 | 46,7 (16) | 2.27,9 (17) | 1.35,99 (16) |              |
| NC18   | Sylvia Filipsson (3)               | 144,590 | 46,6 (15) | 2.29,4 (19) | 1.36,38 (17) |              |
| NC19   | Tarja Rinne                        | 145,647 | 47,1 (19) | 2.29,0 (18) | 1.37,76 (19) |              |
| NC20   | Wanda Król (3)                     | 145,982 | 46,2 (13) | 2.31,1 (20) | 1.38,83 (22) |              |
| NC21   | Helene Engman                      | 146,143 | 46,8 (17) | 2.31,3 (21) | 1.37,82 (20) |              |
| NC22   | Birgit Männel                      | 146,542 | 47,6 (21) | 2.31,4 (22) | 1.36,95 (18) |              |
| NC23   | Monika Stützle                     | 147,258 | 47,3 (20) | 2.32,5 (23) | 1.38,25 (21) |              |
| NC24   | Cecilie Funnemark                  | 153,765 | 48,8 (23) | 2.43,2 (24) | 1.41,13 (23) |              |